# Roxboro (Carolina do Norte)
Roxboro é uma cidade localizada no estado norte-americano de Carolina do Norte, no Condado de Person.

## Demografia
Segundo o censo norte-americano de 2000, a sua população era de 8696 habitantes.
Em 2006, foi estimada uma população de 8732, um aumento de 36 (0.4%).

## Geografia
De acordo com o United States Census Bureau tem uma área de
16,2 km², dos quais 16,2 km² cobertos por terra e 0,0 km² cobertos por água. Roxboro localiza-se a aproximadamente 218 m acima do nível do mar.

## Localidades na vizinhança
O diagrama seguinte representa as localidades num raio de 36 km ao redor de Roxboro.